# Naturschutzgebiet Hellefelder Höhe
Das Naturschutzgebiet Hellefelder Höhe mit 72,2 ha Flächengröße liegt nördlich von Hellefeld im Stadtgebiet von Sundern und im Hochsauerlandkreis. Das Gebiet wurde 2019 mit dem Landschaftsplan Sundern durch den Kreistag des Hochsauerlandkreises als Naturschutzgebiet (NSG) ausgewiesen. Ab 1993 war es als Teil vom Landschaftsschutzgebiet Sundern ausgewiesen. Das NSG-Gebiet gehört seit 2004, außer einem südwestlichen Teilbereich, zum FFH-Gebiet Waldreservat Obereimer (DE-4513-303). Das NSG geht bis an die Stadtgrenze und besteht aus zwei Teilflächen. Südlich des Schutzgebietes liegt das Kompostwerk Hellefelder Höhe. Bis 1992 befand sich auf dem heutigen Gelände des Kompostwerkes Hellefelder Höhe ein Treibstofflager des belgischen Militärs. Nach dem Abzug des belgischen Militärs stand das Lager leer, bis es 1997 zum Kompostwerk umgebaut wurde.

## Beschreibung
Beim NSG handelt es sich um ein Waldgebiet mit großflächige Buchen- und Buchen-Nadelholz-Mischbeständen in geringem Baumholzalter. Der Landschaftsplan führt zum Naturschutzgebiet aus: „Es finden sich im Gebiet aber auch großflächige, in Verjüngung stehende Buchenalthölzer mit einzeln bis truppweise eingemischter Traubeneiche. Die Laubholz-Teilbereiche werden durch Fichtenbestände, oft im Stangenholz- bzw. Baumholzalter, voneinander getrennt. In einigen dieser Fichtenbestände wurde bereits mit dem Buchenvoranbau begonnen, andere zeigen Fichtennaturverjüngung. Im NSG befinden sich nach Norden entwässernden Siepen mit naturnahen bachbegleitenden Erlenwäldern. Im zentralen Bereich des Schutzgebietes findet sich auf wechselfeuchten bis staunassen Böden im Quellbereich des Steimkerbaches ein ausgedehnter torfmoosreicher Birkenwald, bei dem es sich offenbar um einen überformten Erlenbruchwald handelt.“

## Schutzzweck
Laut Landschaftsplan erfolgte die Ausweisung zum:
- „Schutz und Erhaltung der Buchenwaldbestände;“
- „Schutz Entwicklung der Waldgesellschaften durch Umbau des Arteninventars und durch Vernetzung;“
- „Schutz, Erhaltung und Entwicklung der Fließgewässer und der bachbegleitenden Waldgesellschaften;“
- „Sicherung der Wildnisgebiete WG-HSK-0012-02 und WG-HSK-0012-03;“
- „Sicherung der Kohärenz und Umsetzung des Europäischen Schutzgebietssystems Natura 2000.“
- „Das NSG dient auch der nachhaltigen Sicherung von besonders schutzwürdigen Lebensräumen nach § 30 BNatschG.“[2]

## Gebot für NSG
Für das NSG wurde das Gebot festgeschrieben, dass die festgesetzte Ausdehnung des Laubwaldes auf das gesamte NSG unter Zahlung eines angemessenen Ausgleichs erfolgt.